# Neodymi(III) bromide
Neodymi(III) bromide là một hợp chất vô cơ, một muối của kim loại neodymi và axit bromhydric có công thức hóa học NdBr3, tinh thể màu tím hút ẩm, hòa tan trong nước, tạo thành các tinh thể ngậm nước.

## Điều chế
Phản ứng của hai đơn chất tách biệt ở điều kiện phù hợp sẽ tạo ra muối:
{\displaystyle {\mathsf {2Nd+3Br_{2}\ {\xrightarrow {T}}\ 2NdBr_{3}}}}

## Tính chất vật lý
Neodymi(III) bromide tạo thành tinh thể màu tím của hệ tinh thể trực thoi, nhóm không gian A mam, các hằng số mạng tinh thể a = 0,915 nm, b = 1,263 nm, c = 0,41 nm, Z = 4.
Nó hòa tan trong nước, etanol, aceton (nhưng theo các nguồn khác, nó rất ít hòa tan trong nước).
Nó tạo thành các tinh thể ngậm nước NdBr3·xH2O, với x = 6.

## Hợp chất khác
NdBr3 còn tạo một số hợp chất với N2H4, như NdBr3·3N2H4·2H2O là tinh thể hồng, tan trong nước, không tan trong benzen, d20 ℃ = 3,2376 g/cm³.